# Reflex (Band)
Reflex ist eine Band aus Murau in Österreich.

## Werdegang
Hervorgegangen ist die Gruppe 1996 aus der Formation Herz As, die als Unterhaltungsband vor allem in Kärnten und der Steiermark bekannt wurde. Der Sänger Nikolaus Presnik beschloss 1997 mit Unterstützung seines damaligen Chefs Klaus Bartelmuss, eine professionelle Musiker-Karriere einzuschlagen. Nachdem Franz Urschitz die Band verließ und mit Volker Neumann, Josef Düregger und Jürgen Zechner drei neue Musiker hinzukamen, war das Stamm-Lineup fixiert. Als Nik P. & Reflex war die Band mehrere Jahre, vor allem live erfolgreich. Die meisten Titel wurden von Presnik und Bartelmuss komponiert und produziert, Mitglieder von Reflex waren bei den meisten Produktionen als Studiomusiker tätig. Die rockige Live-Interpretation der Titel wurde zum Markenzeichen der Band. Trotzdem trennte sich Presnik, nicht zuletzt wegen musikalischer Differenzen, 2005 von der Gruppe. Josef Düregger und Andreas Wilding zählen noch heute zur Besetzung der derzeitigen Begleitband von Nik P.
Heute ist Reflex noch als Unterhaltungs-Band tätig. Die Musiker treten auch unter dem Pseudonym Eisprung Syndikat auf um traditionelle Wienerlieder und Schlager in Akustikversion zu interpretieren. Doris Woldan ist unter dem Pseudonym 'Lisa Valentin' als Schlagersängerin aktiv.

## Erfolge
Gebrochenes Herz war der erste Tonträger, der im Stall Records Tonstudio aufgenommen und veröffentlicht wurde. Schon die erste Single-Auskoppelung Dream Lover erreichte für neun Wochen Platz eins der österreichische Schlagerparade, gefolgt von der zweiten Single-Auskoppelung Gloria. Seit 1997 veranstaltete Stall Records jährlich das Nik P. & Reflex-Open-Air in Teufenbach bei Murau, bei dem im Jahr 2000 etwa 5000 Besucher gezählt wurden. 1998 nahm die Band mit dem Titel Flieg, weißer Adler am Grand Prix des Schlagers teil und belegte damit den ersten Platz national und den zweiten Platz in der Gesamtwertung. Nik P. & Reflex wurden als Aufsteiger des Jahres gefeiert. Die Single Deine Spuren in mir aus dem Album Du bist die Sonne war achtmal in Folge die Nummer eins und 16 Wochen in der ORF-Schlagerhitparade in Österreich. Die zweite Single Weil wir tief im Herzen Kinder sind sechsmal die Nummer eins und 18 Wochen in der ORF-Schlagerparade. Es folgten weitere Erfolge mit Du und Ich und Du bist für mich das Leben. 2001 wurden Nik P. & Reflex vom ORF als meistgespielte Interpreten mit dem Goldenen Stern ausgezeichnet und belegten Platz eins der SWR Hörerhitparade in Deutschland.

## Diskografie
- 1997: Gebrochenes Herz
- 1998: Mit Dir (Nik P.)
- 1999: Du bist die Sonne
- 2000: Du und ich
- 2001: Wie der Wind
- 2003: Superstar (Nik P.)
- 2005: Unerhörte Lieder (Eisprung Syndikat)